# Fabri Fibra
Fabri Fibra, de son vrai nom Fabrizio Tarducci, né le 17 octobre 1976 à Senigallia, en province d'Ancône, est un rappeur italien. Il est le frère aîné du rappeur Nesly Rice et habite Milan. Il débute dans le rap au milieu des années 1990, sous le nom de Fabbri Fil, en faisant partie durant quelques années de différents groupes musicaux hip-hop comme les Uomini di mare, les Qustodi del tempo, le collectif Teste Mobili et les Piante Grasse.
Il commence sa carrière solo sous le nom d'artiste Fabri Fibra en 2002 avec son album Turbe giovanili, avec lequel il obtient un franc succès qui lui permet en 2004 de lancer son deuxième album, Mr. Simpatia. Cet album est celui qui va véritablement le lancer sur la scène musicale et va représenter un véritable tremplin qui va lui permettre en 2006 de signer un contrat avec la major Universal. Cette signature lui permet d'acquérir une nouvelle aura publique avec notamment l'album Tradimento qui accorde définitivement sa notoriété ainsi que les critiques et le public.
En 2011, il publie un livre d'actualité, de musique et social intitulé Dietrologia.

## Biographie

### Enfance et jeunesse
Né et élevé à Senigallia, Fabrizio se retrouve marqué par le divorce de ses parents lorsqu'il était au collège. Enfant, il est complexé par son poids et abuse de la cocaïne pendant son adolescence. Fabri Fibra est le frère aîné de l'auteur-compositeur Nesli, et a également une petite sœur. Le rappeur et son frère coupent les ponts en septembre 2008 ; bien qu'aucune raison de leur séparation n'ait été révélée, Nesli dévoile des divergences artistiques et de personnelles. Fabri Fibra de son côté affirme que : « Nesli m'attaque moi et le musicien qui est en moi. Mais il devrait d'abord savoir différencier l'aspect professionnel et personnel. Quand on se reverra, on se reparlera peut-être. Bien sûr, je l'aime. C'est mon frère et je le serai pour la vie. »

### Uomini di mare et Teste Mobili Records (1994–2004)
Fabri Fibra, se nomme pendant un temps Fabri Fil, collaborant avec son ami et beatmaker Lato avec qui il forme en 1994 le groupe Uomini di mare et le label indépendant Teste Mobili Records. La première démo du groupe s'intitule Dei di mare quest'el gruv, publiée en 1996. Leur premier album est publié en 1999, sous le titre de Sindrome di fine millennio, qui connait un succès assez discret. En 2004, ils publient leur dernier EP, Lato e Fabri Fibra distribué chez Vibrarecords. En 1997, le groupe recrute le rappeur Shezan il Ragio, originaire de Bologne, puis prend le nom de Qustodi del tempo. Ils publient ensuite la démo Rapimento dal vulpla.
En 2000, ils forment le collectif Teste Mobili, composé de Fabri Fibra, Lato, Nesly Rice, Shezan il Ragio, Chime Nadir et DJ Rudy B, qui publiera la mixtape Dinamite Mixtape. En 2001, le rappeur participe à la chanson Senza un perché de Piante Grasse, un supergroupe composé de Teste Mobili (Lato et Nesly Rice) et les Men in Skratch (composé de DJ Myke et DJ Aladyn), continuant avec l'album Cactus. En 2002, Fabri Fibra publie son premier album solo intitulé Turbe giovanili, distribué par Teste Mobili Records. Fort d'une période de popularité croissante, le rappeur publie un album introspectif qui raconte les problèmes relationnels dans la nouvelle société et les relations sociales. L'album est entièrement produit par Neffa, à l'exception de la dernière piste, produite par Lato. L'album comprend des collaborations avec Al Castellana et Nesli, le frère cadet de Fibra.

### Mr. Simpatia(2004–2005)
Le 1er septembre 2004, Fibra publie son deuxième album solo, Mr. Simpatia, au label Vibrarecords. L'album contient 18 chansons inédites et une collaboration avec Nesli. Les sujets abordés dans Mr. Simpatia incluent la rancœur et l'amertume de la scène du rap italien, le mépris envers la société, quelques scénarios liés aux femmes, et des conditions de travail qui ont conduit à des excès. L'album suscite de vives critiques de la part du public et de la presse spécialisée très peu habitués à la langue utilisée, nouvelle dans la scène musicale italienne, particulièrement explicite, véhémente et agressive. Certaines chansons traitent d'ailleurs de la misogynie. Avec Vibrarecords et The Saifam Group en 2005, le groupe publie une réédition de Mr. Simpatia, intitulée Gold Edition.

### Tradimento(2006)

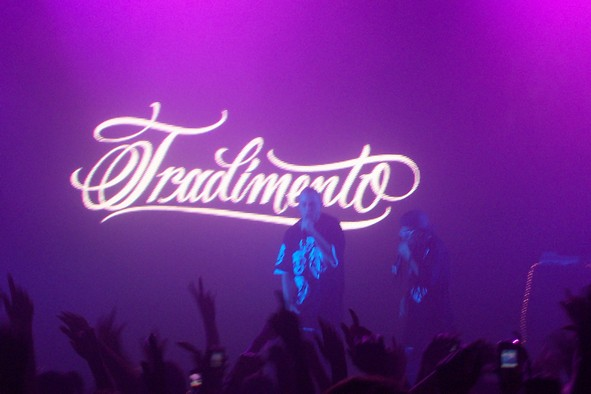
Fibra en concert.

Après le succès remarquable de Mr. Simpatia, Fibra abandonne Vibrarecords pour signer un contrat la major Universal Music Group. Il se emménage ensuite à Milan, où il commence à travailler sur son nouvel album avec la collaboration de DJ Big Fish. Le 6 juin 2006, il publie son troisième album Tradimento, précédé le 4 avril par le single Applausi per Fibra. Le titre de l'album fait référence à la « trahison » du rappeur envers le public, laissant la scène hip-hop underground pour un label populaire, un thème abordé dans la chanson Vaffanculo scemo. Une semaine seulement après publication, l'album atteint la première place des classements musicaux italiens.
Le 16 septembre 2006, Fabri Fibra participe au MTV Day 2006 de Bologne.
Dans cet album on parle de Wanna marchi.

### Bugiardo(2007–2008)

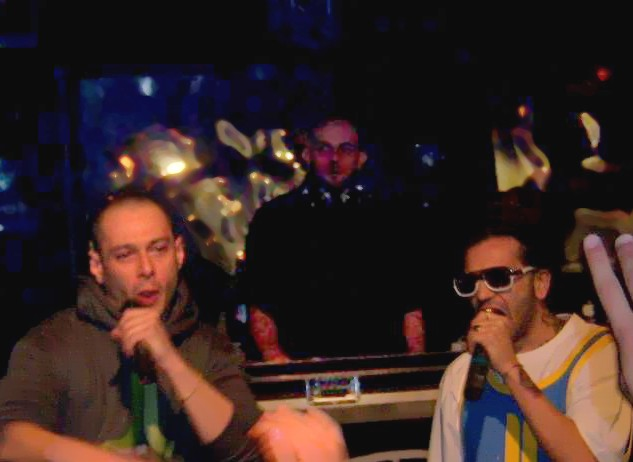
De gauche à droite: Fabri Fibra, Big Fish (au centre) et Vacca (à droite).

Après le succès remarquable de Tradimento, le retour de Fibra dans la scène musicale est marqué par la sortie de son quatrième album Bugiardo, publiée le 9 novembre 2007 chez Universal, précédé par son single homonyme, publié le 26 octobre 2007. En parallèle à la sortie de Bugiardo, il publie l'EP Nient'altro che la verità, qui contient les chansons Hip Hop, In Italia (Tum tum cia), Questo è il nuovo singolo, A questo show, et un megamix promotionnel de DJ Myke contenant La posta di Fibra, Bugiardo, Questa vita, La soluzione et Non provo più niente.
En février 2008, il publie un nouveau single, La soluzione, ayant pour thème principal la critique de l'idée que l'argent est la solution à tous les problèmes. Le 25 avril 2008, il publie une nouvelle version de la chanson In Italia, en collaboration avec l'auteure-interprète italienne Gianna Nannini. La chanson est un franc succès et devient un tube à l'été 2008. Elle est certifiée disque de platine par la FIMI. Toujours en 2008, Fabri Fibra participe à divers projets, apparaissant d'abord sur la mixtape Ministero dell'inferno de Truceklan, et à de nombreuses émissions de radio et de télévision. Il est nommé meilleur artiste italien aux MTV Europe Music Awards de Liverpool. Le 13 septembre, il participe au MTV Day 2008 organisé à Gênes.

### Chi vuole essere Fabri Fibra?(2009–2010)

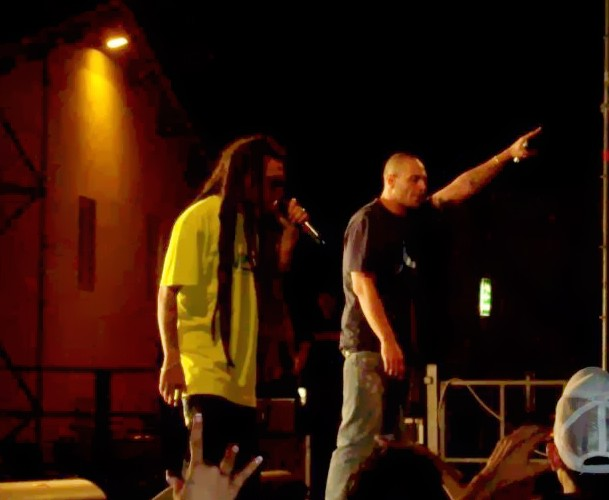
Fabri Fibra avec Vacca.

Le 10 avril 2009 est publié Chi vuole essere Fabri Fibra?, un coffret composé d'un CD de dix chansons et d'un DVD qui inclut des images inédites du studio d'enregistrement, la vie privée et des images des coulisses.
Le premier single de Chi vuole essere Fabri Fibra? s'intitule Incomprensioni et est diffusé à la radio locale pour la première fois le 6 mars. La chanson, une collaboration entre Fibra et Federico Zampaglione, le chanteur de Tiromancino, reprend précisément la chanson de ce dernier Per me è importante. Fabri Fibra déclare que son objectif était d'expliquer ses intentions et ses projets en attente de travaux futurs : pour cette raison, manque d'agressivité qui caractérise habituellement.
L'album, qui fait participer d'autres rappeurs underground, entre dans le top 10 des albums les mieux vendus en Italie, et est certifié disque d'or pour 35 000 exemplaires vendus. En mai 2009, Fabri Fibra est nommé directeur honoraire du magazine XL Republicca pour un mois.

### ControculturaetGuerra e pace(2010–2013)

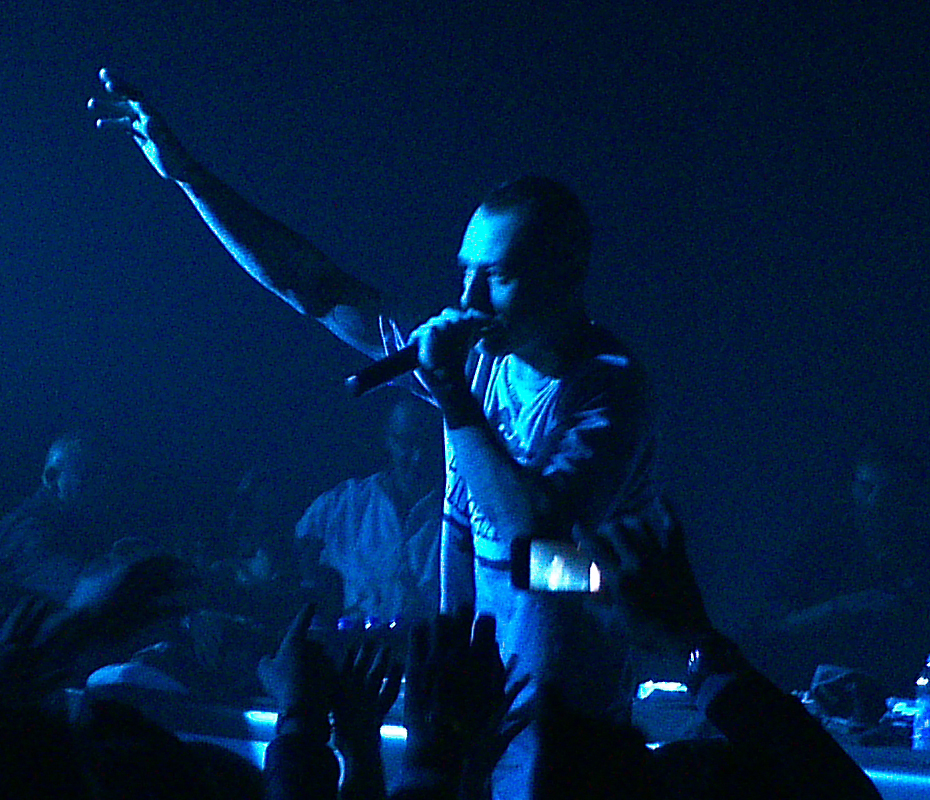
Fabri Fibra en 2011 durant un showcase à Rimini.

Depuis le 18 février 2010, Fibra présente un programme en cinq parties intitulée Fabri Fibra: In Italia, diffusée sur MTV Italie. Le programme, qui est une docu-fiction montre les conditions de vie des italiens et de jeunes étrangers en situation de précarité et stigmatisé. Le 26 juin 2010, le rappeur participe à un épisode entier des MTV Storytellers, enregistré à Turin dans le cadre des MTV Days.
Le 20 juillet 2010, sur son site officiel il publie l'album Quorum, qui précède la sortie officielle de l'album Controcultura.
Le premier single de Guerra e pace s'intitule Pronti, partenza, via!, diffusé à la radio et disponible téléchargement numérique sur iTunes le 12 décembre 2012. La vidéo officielle est tournée à Turin. Le single est certifié disque d'or comptant 15 000 téléchargements.
Le 1er février 2013, il publie sur sa chaîne YouTube, la vidéo de la chanson Guerra e pace, chanson titre de l'album. Le 13 mars 2013, l'album Guerra e pace est certifié disque d'or pour plus de 30 000 exemplaires vendus.

### Squallor(2014–2016)
Le 21 mai 2014, Fabri Fibra annonce sur Facebook les débuts des enregistrements de son huitième album studio. Le conflit avec le rappeur Vacca se poursuit avec la chanson Patti chiari.
Le 7 avril 2015, le rappeur annonce une surprise sur Twitter, la publication de son huitième album studio, intitulé Squallor. Entremps, il publie le premier single, Come Vasco, et le vidéoclip Il rap nel mio paese. La promotion de l'album s'effectue grâce aux vidéoclips de Playboy, Alieno et E tu ci convivi. Le 11 septembre sort Doppelganger de MadMan, auquel contribue Fabri Fibra, sur la chanson Ramadan. Le 30 octobre sort le single Ognuno ha ciò che si merita de Big Fish auquel Fabri Fibra participe aussi.
En 2016, il collabore avec Mondo Marcio sur la chanson Scoppia la bomba, issue de La freschezza del Marcio, et avec Jake La Furia sur le single Ali e radici, présente sur Fuori da qui. Le 11 mai, il annonce la sortie de son futur album studio, Tradimento.

### Fenomeno(depuis 2017)
Le 1er mars 2017, Fabri Fibra annonce le titre de son nouvel album studio, Fenomeno, et la sortie du single-titre dans les semaines à venir. L'album est publié le 7 avril 2017 et comprend 17 chansons, dont certaines sont en collaboration avec Thegiornalisti, Roberto Saviano et Laïoung. Fabri Fibra publiera aussi en téléchargement gratuit une chanson issue de Fenomeno, intitulée Tony Hawk.
Le 5 mai 2017 sort le deuxième single de l'album, Pamplona, accompagné du clip publié sur YouTube.

## Distinctions
- 2011 : Superman Award aux TRL Awards[38],[39]
- 2011 : Wind Music Awards : disque de platine pour l'album Controcultura ; premier Digital Song pour la chanson Vip in Trip et Tranne te[40]
- 2015 : disque de platine pour deux millions de fans sur Facebook[41]
- 2016 : Wind Music Awards - premier spécial pour les dix ans de l'album Tradimento[42]
- 2017 : TIM MTV Awards : MTV Rap Icon[43]

## Discographie

### Albums studio
- 2002 : Turbe giovanili
- 2004 : Mr. Simpatia
- 2006 : Mr. Simpatia (Live)
- 2006 : Mr. Simpatia (Gold Edition)
- 2006 : Tradimento
- 2006 : Tradimento platinum edition + Pensieri scomodi (street album)
- 2007 : Bugiardo
- 2008 : Bugiardo: New Edition
- 2009 : Chi vuole essere Fabri Fibra ?
- 2010 : Controcultura
- 2013 : Guerra e pace
- 2015 : Squallor
- 2017 : Fenomeno

### Albums collaboratifs
- 1996 : Dei di mare quest'el gruv (démo ; avec Uomini di Mare)
- 1997 : Il rapimento del Vulplà (come Qustodi Del Tempo) (démo ; avec Uomini di Mare)
- 2000 : Sindrome di fine millennio (EP ; avec Uomini di Mare)
- 2000 : Sindrome di fine millennio (avec Uomini di Mare)
- 2000 : Teste Mobili - Dinamite Mixtape (avec Teste Mobili)
- 2001 : Basley Click - The Album (avec Basley Click)
- 2004 : Lato & Fabri Fibra  (avec Uomini di Mare)
- 2011 : Non é gratis (avec Rapstar)

### Singles
- 2006 : Applausi per Fibra
- 2006 : Mal Di Stomaco
- 2006 : Su Le Mani (Street Single)
- 2006 : Idee Stupide
- 2007 : Questo è Il Nuovo Singolo (Street Single)
- 2007 : Bugiardo
- 2008 : La Soluzione
- 2008 : In Italia feat. Gianna Nannini
- 2009 : Incomprensioni feat. Federico Zampaglione
- 2009 : Speak English
- 2010 : Vip In Trip
- 2010 : Tranne Te
- 2011 : Qualcuno Normale
- 2011 : Le Donne
- 2012 : L'italiano balla

### Collaborations
- 1998 : Guerra fra poveri, come collaboratore di Inoki
- 1999 : Nesli feat. Shezan Il Ragio et Fabri Fibra - Nastri d'argento (prod. Nesli - sur Fitte da latte)
- 1999 : Nesli feat. Fabri Fibra - Hey tu (prod. Nesli -  sur Fitte da latte)
- 1999 : Nesli feat. Fabri Fibra - Soddisfazioni garantite (prod. Nesli -  sur Fitte da latte)
- 1999 : Nesli feat. Fabri Fibra - Fitte da latte (prod. Nesli -  sur Fitte da latte)
- 1999 : Nesli feat. Fabri Fibra, Chime Nadir & Word - Operazione trannsito (prod. Nesli - sur Fitte da latte)
- 1999 : Nesli feat. Fabri Fibra - Il turno di guardia (prod. Nesli -  sur Fitte da latte)
- 1999 : Nesli feat. Fabri Fibra - Solo se vedi (prod. Nesli -  sur Fitte da latte)
- 1999 : Fritz Da Cat feat. Fabri Fibra - Una minima (sur Novecinquanta)
- 2000 : Marya feat. Fabri Fibra - Il colpo di troppo (prod. DJ Vez et Vigor - sur Bohemienne La Figlia del Vento)
- 2000 : Gente Guasta ft. Nesli & Fabri Fibra - La grande truffa del rap (sur La grande truffa del rap)
- 2000 : DJ Zeta feat. Fabri Fibra - Stimoli (sur Zeta 2000)
- 2000 : Soevv feat. Fabri Fibra - Dissenzo generale (sur I quattro giorni del sole E.P.)
- 2001 : Nesly Rice feat. Fabri Fibra - Senza un perché (prod. Piante Grasse - sur Cactus)
- 2002 : Esa feat. Fabri Fibra - É unta e c'è l'olio (da Tutti gli uomini del presidente)
- 2003 : Nesli feat. Fabri Fibra - Piccolezze (prod. Nesli - da Ego)
- 2003 : Se dovessi farlo, in collaborazione con El Invicto
- 2004 : Mondo Marcio feat. Fabri Fibra - Abbi fede (prod Mondo Marcio - sur Fuori di qua)
- 2004 : Bassi Maestro feat. Fabri Fibra - S.A.I.C. - Succhiateci ancora il cazzo (sur Seven: The Street Prequel)
- 2004 : Nesli feat. Fabri Fibra - Sono Un Prodotto (prod. Nesli - sur Home)
- 2004 : Nesli feat. Fabri Fibra - L'appuntamento (prod. Nesli - sur Home)
- 2004 : Nesli feat. Maxi B & feat. Fabri Fibra - Il mio nome (prod. Nesli - sur Home)
- 2005 : Kaso & Maxi B feat. Fabri Fibra - Chi può e chi si attacca (sur Tangram)
- 2005 : Microspasmi feat. Fabri Fibra - Non Sei Una Figa (prod. Goediman - sur 16 punti di sutura)
- 2005 : Fabri Fibra - Streetstyle (prod. Radio Italia Network - sur Street Flava 3rd Avenue 2° CD)
- 2007 : Nesli feat. Fabri Fibra - Fratelli bandiera (da Le verità nascoste)
- 2007 : Vacca feat. Fabri Fibra - Non piove (da Faccio quello che voglio)
- 2008 : Cole & Duke Montana ft. Fabri Fibra - Deadicated (prod. Lou Chano - da Ministero dell'inferno)
- 2008 : Noyz Narcos ft. Fabri Fibra - Al Qaeda (da The Best Out Mixtape)
- 2009 : Fabri Fibra feat. Gianna Nannini - Siamo Nella Merda (da Giannadream - Solo i sogni sono veri)
- 2009 : Fabri Fibra feat. Artisti Uniti Per L'Abruzzo - Domani 21/04.09
- 2009 : Fabri Fibra feat. J-Ax, Marracash, Alessandra Amoroso - Questo Natale
- 2010 : Fabri Fibra feat. Noyz Narcos - Italian Psycos (sur Guilty)
- 2010 : Fabri Fibra feat. Dj Myke - Hocus Pocus (sur Hocus Pocus)
- 2010 : Fabri Fibra feat. Crookers, Dargen D'Amico - Festa Festa (sur Tons of Friends)
- 2010 : Fabri Fibra feat. Dargen D'Amico, Danti - Nessuno Parla Più (sur D' (Parte Prima) EP)
- 2010 : Fabri Fibra feat. Marracash - Stupidi (sur Fino a qui tutto bene)
- 2010 : Fabri Fibra feat. Supa - It-Alieni (sur Dico Il Vero)
- 2010 : Fabri Fibra feat. Supa - Diglielo (sur Dico Il Vero)
- 2010 : Fabri Fibra feat. Pezet & Małolat - Hip Hop robi dla mnie
- 2010 : Fabri Fibra feat. Tiromancino - L'Inquietudine di Esistere (sur L'essenziale)
- 2010 : Fabri Fibra feat. Pula+ - Come La Birra (sur + Pula x Tutti)
- 2010 : Fabri Fibra feat. Supa, Danti, Daniele Vit - Via con me (sur Sono cazzi miei de DJ Nais)
- 2010 : Fabri Fibra feat. Elisa - Anche tu, Anche se (non trovi le parole) (sur Ivy)
- 2010 : Fabri Fibra feat. Two Fingerz - Canzoni da stadio(sur Il disco nuovo)
- 2011 : Fabri Fibra feat. Entics - Wicked (da Ganja Chanel Vol.2)
- 2011 : Fabri Fibra feat. Meddaman, Danti - La mia testa (sur Tutto vero tutto falso)
- 2011 : Fabri Fibra feat. Don Joe & Dj Shablo, Jake La Furia, Noyz Narcos, Marracash, Gué Pequeno, J Ax, Francesco Sarcina - Le leggende non muoiono mai (da Thori & Rocce)
- 2011 : Fabri Fibra feat. Don Joe & Dj Shablo - Vinci o perdi (sur Thori e Rocce)
- 2011 : Fabri Fibra feat. Metal Carter & Cole - Senza chiedermi (sur Società segreta)
- 2011 : Fabri Fibra feat. Entics - Il Mio Mixtape (sur Soundboy)
- 2011 : Fabri Fibra feat. Maxi B - Tempi Duri (sur Cattivo Mixtape)
- 2011 : Fabri Fibra feat. Maxi B, Lucci, Naghi, ATPC, Clementino - Avanti Il Prossimo (de Cattivo Mixtape)
- 2011 : Fabri Fibra feat. Marracash, Jake La Furia - Quando Sarò Morto... (de King del rap)
- 2012 : Fabri Fibra feat. Maxi B - Troppo Bello (da L'ottavo Giorno Della Settimana)
- 2012 : Fabri Fibra feat. Emis Killa - Dietro Front (de L'erba cattiva)
- 2012 : Fabri Fibra feat. Pula+ - Di Niente E Di Nessuno (da Di Niente E Di Nessuno)
- 2012 : Fabri Fibra feat. The Dub Sync - P.O.T. (Presto o Tardi) (da The Dub Sync)
- 2012 : Fabri Fibra feat. Rayden, DJ Double S - Top Ten (de L'uomo senza qualità)
- 2012 : Fabri Fibra feat. Entics - Pazienza (de Carpe Diem)

### Inédits
- 1996 : Dove sono stato
- 1997 : Cosa naturale (Intorno al suono)
- 1997 : L'accoppiaggio
- 1998 : Guerra fra poveri, come collaboratore di Inoki
- 1999 : Inedito
- 1999 : Alta marea
- 2001 : Fabri Fibra Vs Kiffa
- 2001 : Freestyle Bevande durante Mortal Kombat
- 2002 : Qualche Limite, scarto di Turbe Giovanili
- 2003 : Se dovessi farlo, in collaborazione con El Invikto
- 2004 : Freestyle Streetstyle, in diretta su RIN (da Street Flava 3rd Avenue)
- 2006 : Hey questo è Mr. Simpatia, durant le MTV Day 2006 de Bologne
- 2007 : Non faccio male per la rivista xL
- 2007 : FibraSupaCock (feat. Bassi Maestro, Supa)
- 2008 : Sanremo Megamix
- 2008 : Un'altra chance Remix (feat. Dargen D'Amico, Alborosie)
- 2008 : È un tuo problema durante la giornata di Rock In Rebibbia (programme MTV)
- 2010 : Saddam Freestyle (feat. Dargen D'Amico)
- 2010 : Rap Natalistico (per Radio Deejay)
- 2010 : Qualcuno Normale Freestyle (contenuto in Harsh Times 006 Mixtape di Dj Harsh)
- 2011 : Rap Controcultura Intro e C'est L'Italie (contenuti in Lo capisci l'italiano?! Rap Controcultura di DJ Double S)
- 2011 : Irie Soldiers (contenuto in Riddim Rider di Entics)
- 2012 : King Del Mixtape (contenuto in Al centro della scena di DJ Double S)
- 2012 : Teoria & Pratica RMX  (feat. Ghemon, Mecna)